# Il mercante di stoffe
Il mercante di stoffe è un film del 2009 diretto da Antonio Baiocco.

## Trama
Ambientato negli anni Trenta, racconta la storia dell'amore impossibile tra un mercante di stoffe italiano che arriva in Marocco per lavoro e una ragazza berbera promessa al figlio del capo del villaggio. Il loro amore è travolgente e clandestino, ma il prezzo da pagare è pesante, soprattutto per lei.